# Васильев, Николай Сергеевич (генерал-майор)
Николай Сергеевич Васильев (8 ноября 1897 года, Рязань — 30 октября 1967 года, Славянск, Донецкая область, УССР) — советский военный деятель, генерал-майор (28 апреля 1943 года).

## Начальная биография
Николай Сергеевич Васильев родился 8 ноября 1897 года в Рязани.
С сентября 1907 года учился в рязанской гимназии, которую окончил в мае 1916 года.

## Военная служба

### Первая мировая и гражданская войны
В июне 1916 года поступил в Алексеевское военное училище в Москве, после окончания которого в декабре того же года назначен младшим офицером в 133-м запасном пехотном полку, дислоцированном в Самаре, а в июле 1917 года переведён Орловский 36-й пехотный полк (9-я пехотная дивизия), после чего принимал участие в боевых действиях на Румынском фронте, однако в августе переведён в 5-й запасной пехотный полк, дислоцированный в городах Сороки и Оргеев. В марте 1918 года был демобилизован в чине прапорщика, после чего вернулся в Рязань.
6 октября 1918 года призван в ряды РККА и назначен помощником начальника пулемётной команды в составе 3-го советского полка (1-я Рязанская советская пехотная дивизия), который в декабре был передислоцирован из Рязани в г. Борисов, где влился в 64-й стрелковый полк в составе 8-й стрелковой дивизии, после чего Н. С. Васильев служил в этом полку на должностях начальника хозяйственной команды, командира роты, заведующего разведкой полка и командира батальона и принимал участие в подавлении восстания в районе Гомель — Мозырь, боевых действиях против войск под командованием С. В. Петлюры, а также в Советско-польской войне.
В декабре 1920 года направлен на учёбу на курсы усовершенствования командного состава в Могилёве, после окончания которых в марте 1921 года направлен в 66-й стрелковый полк (8-я стрелковая дивизия), в составе которого служил на должностях командира взвода, заведующего разведкой полка, командира роты полковой школы и командира батальона и принимал участие в боевых действиях против бандитизма на территории Белоруссии.

### Межвоенное время
После окончания войны продолжил служить в 8-й стрелковой дивизии на должностях помощника командира роты и начальника пешей разведки в составе 22-го стрелкового полка, а с августа 1923 года — на должности командира роты в составе 23-го стрелкового полка. В октябре 1923 года направлен на учёбу на курсы усовершенствования командного состава 16-й армии в Смоленске, после окончания которых в июне 1924 года служил в 24-м стрелковом полку (8-я стрелковая дивизия) на должностях помощника командира и командира роты, командира батальона и помощника начальника штаба полка.
В октябре 1928 года направлен на учёбу на курсы «Выстрел», после окончания которых с августа 1929 года служил в штабе 64-й стрелковой дивизии на должностях старшего помощника начальника и начальником оперативной части.
В июне 1938 года полковник Николай Сергеевич Васильев назначен на должность начальника штаба 32-й стрелковой дивизии (1-я Отдельная Краснознамённая армия), после чего принимал участие в боевых действиях в районе озера Хасан, за что 25 октября того же года был награждён орденом Красного Знамени.

### Великая Отечественная война
С началом войны находился на прежней должности. В сентябре 1941 года дивизия была передислоцирована с Дальнего Востока в район Волхова, а в октябре — в район Можайска, где с 12 октября вела оборонительные боевые действия на рубеже Бородино — Можайск. В конце декабря полковник Н. С. Васильев назначен на должность командира 113-й отдельной стрелковой бригады, формировавшейся в районе города Сарапул и станции Шолья. После окончания формирования бригада была передислоцирована и включена в состав 1-й отдельный особый корпус с целью обороны Черноморского побережья, а с июля 1942 года из-за выхода войск противника к Северному Кавказу бригада вела тяжёлые оборонительные боевые действия севернее Армавира, в ходе которых понесла большие потери, попала в окружение, в связи с чем отступала через Ставрополь и Кисловодск и вышла из окружения в районе Баксанского ущелья, после чего заняла оборонительный рубеж по южному берегу реки Баксан.
20 сентября 1942 года назначен на должность начальника отдела боевой подготовки штаба Северной группы войск Закавказского фронта, на базе которой директивой Ставки Верховного Главнокомандования от 24 января 1943 года был образован Северо-Кавказский фронт, а 26 января полковник Н. С. Васильев назначен на должность командира 417-й стрелковой дивизии, которая вскоре принимала участие в ходе Северо-Кавказской и Краснодарской наступательных операций.
29 апреля 1943 года генерал-майор Н. С. Васильев переведен командиром 216-й стрелковой дивизии, которая принимала участие в боевых действиях на «Голубой линии» на Кубани, а затем — в Донбасской и Мелитопольской наступательных операциях. 8 октября 1943 года генерал-майор Николай Сергеевич Васильев в районе Мелитополя был тяжело ранен и контужен, после чего лечился в госпитале и после выздоровления с 9 ноября 1944 года находился в распоряжении Главного управления кадров НКО и вскоре назначен на должность командира 39-й запасной стрелковой дивизии (Сибирский военный округ).

### Послевоенная карьера
После окончания войны находился на прежней должности.
В октябре 1945 года назначен на должность командира 85-й стрелковой дивизии (Западно-Сибирский военный округ), 8 мая 1946 года преобразованной в 24-ю стрелковую бригаду.
В сентябре 1946 года переведён на должность заместителя командира 18-го гвардейского стрелкового корпуса, а в октябре 1947 года — на должность старшего преподавателя кафедры тактики и оперативного искусства Военной академии тыла и снабжения имени В. М. Молотова.
Генерал-майор Николай Сергеевич Васильев 22 октября 1956 года вышел в запас. Умер 30 октября 1967 года в Славянске Донецкой области УССР.

## Награды
- Орден Ленина (21.02.1945);
- Пять орденов Красного Знамени (25.10.1938, 12.04.1942, 18.09.1943, 03.11.1944, 20.06.1949);
- Орден Отечественной войны 1 степени (19.04.1943);
- Медали.